# 801 Grand
Le 801 Grand est un gratte-ciel de 192 mètres de hauteur (hauteur du toit) construit à Des Moines dans l'Iowa aux États-Unis en 1991.
Il y a un restaurant au sommet de l'immeuble, et dans les trois premiers étages, un centre commercial.
Début 2020 c'était toujours le plus haut immeuble de Des Moines et de l'Iowa. À sa construction, il a dépassé le Ruan Center de 53 mètres.
L'architecte est l'agence Hellmuth, Obata & Kassabaum